# Snouck Hurgronje & Louijsse
Snouck Hurgronje & Louijsse was een handelsbedrijf van de firmanten Steven Matthijs Snouck Hurgronje en Abraham Louijsse dat tussen 1766 en 1788 opereerde vanuit Middelburg en Vlissingen en gespecialiseerd was in textiel- en ivoorhandel, smokkel- en slavenhandel.

## Abraham Louijsse
Abraham Louijsse (1741-1805) was de kleinzoon van Abraham Louijsse senior en zoon van pensionaris-honorair Johannes Louijsse (1711-1793), die ook vanaf 1785 voorzitter van het Zeeuwsch Genootschap der Wetenschappen was. Abraham was gehuwd met Anna Maria van Wingerden. Hij was als regent begunstiger van het Gasthuis voor mannen en vrouwen, bezat enkele plantages in Suriname en was schepen en raad van Vlissingen (1769-1770, 1786). Hij speelde een belangrijke rol bij de viering van het tweede eeuwfeest van de Opstand tegen de Spanjaarden in de stad (6 april 1572). Omdat hij patriot was werden tijdens het Oranje oproer van 1787 de ruiten van een van zijn huizen ingegooid. Tot 1779 woonde hij op de hoek van de toenmalige Pottekaai (de huidige Wilhelminastraat) en de Nieuwstraat. Vanaf 1786 woonde hij drie huizen verder dan zijn oorspronkelijke adres aan de op nummer 21.
Abraham Louijsse voorkwam een plundering van Vlissingen toen Oranjegezinde matrozen van ’s lands vloot de binnengetrokken Fransen te lijf gingen. Door de provincie een renteloos voorschot een ton in goud te verlenen kon de matrozen hun gage worden uitbetaald en van reisgeld worden voorzien. Kort daarop bezweek het handelskantoor Johannes Louijsse & Zoon.

## Steven Matthijs Snouck Hurgronje

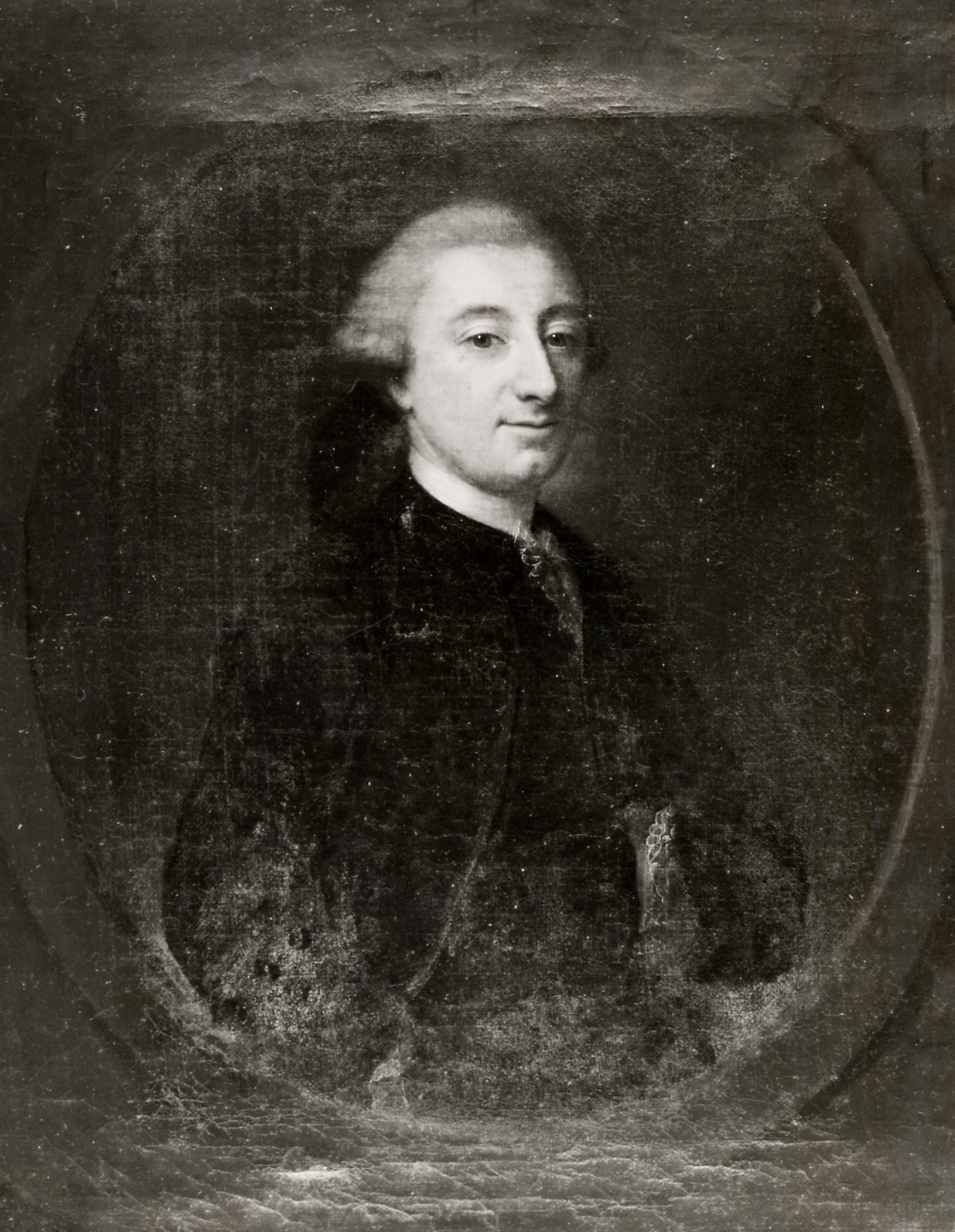
Portret van Steven Matthijs Snouck Hurgronje (1741-1788), schilderij van onbekende maker, bron: [https://hdl.handle.net/21.12113/F16637C4BD934DC0BF7F051BDBDE30DF Zeeuws Archief, Fotocollectie Vlissingen, nr. 15665.

Steven Matthijs Snouck Hurgronje (Vlissingen, 18-10-1741 – Middelburg, 29-1-1788) was reder, raad (1770-1776, 1779-1780, 1783-1784, 1786), schepen (1777-1778, 1781-1782) en thesaurier (1780) van Middelburg. Hij was woonachtig in de Lange Singelstraat. In 1762 wijzigde hij zijn naam van Hurgronje in Snouck Hurgronje en op 4 september 1766 trouwde hij met Anna Catharina Elias te Middelburg (naar wie hij ook een schip vernoemde). Het echtpaar kreeg twee kinderen  Jacob Lodewijk (1778-1845) en Adriaan Isaac (1780-1849), maar mogelijk had hij nog drie kinderen.
Steven Matthijs Snouck Hurgronje was van 1780-1788 bewindhebber van de Kamer Zeeland van de VOC. Ook was hij van 1772-1780 directeur van de Sociëteit ter Navigatie op Essequebo en annexe Rivieren (SNER) waarin hij voor 3.000 gulden aan aandelen bezat en scheef hij het filosofische proefschrift De calculo Minervae (Delft, 1758). Gedurende de jaren dat hij in Vlissingen woonachtig was bezat hij een huis op de Nieuwe Timmerwerf bij het Dok.
De activiteiten van het handelskantoor van de firma Snouck Hurgronje & Abraham Louijsse vonden vanaf circa 1766 plaats in Vlissingen, maar werden in de herfst van 1780 naar Middelburg verplaatst. Zes jaar later, 1786 verhuisde het bedrijf opnieuw terug naar Vlissingen, hetgeen een stimulans voor de economie van de stad betekende.

## De Firma Snouck Hurgronje & Louijsse
Voor slavenhandelaren was het belangrijk te weten welke producten gewenst waren in Afrika. Snouck Hurgronje & Louijsse waren specialisten waar het ging om kennis over de textielhandel op Afrika. De export naar Afrika was onder te verdelen in zeven goederen: geweren, buskruit, textiel, alcoholische drank, aardewerk en glas, koper en ijzer en messen, kralen en enkele andere producten. Op Guinea ging er veel buskruit en wapens mee, terwijl op Loango-Angola veel meer textiel werd meegenomen. De MCC kocht vaak op de VOC-najaarsveilingen textiel op, maar deed dit ook bij particulieren. Enkele daarvan zaten zowel in de textielverkoop als in de slavenhandel. Snouck Hurgronje & Louijsse leverden bijvoorbeeld textiel en handelden zelf vooral op de Loango-Angola kust, waar textiel belangrijke handelswaar was. De firma kocht de textiel in zowel Engeland als Frankrijk.
Het handelshuis van Snouck Hurgronje & Abraham Louijsse hield zich ook op met lorrendraaierij op de West. Rond circa 1765 fungeerde de firma Bengers & Zoon vanuit St. Eustatius als handelsagent voor de MCC. Zij opereerden ook namens Snouck Hurgronje & Louijsse. De opstand van de Amerikanen veroorzaakte een grote vraag naar wapens en ammunitie, die eerst in de Republiek en daarna via West-Afrika en St. Eustatius werden gehaald. De Walcherse buskruitmolen de Eendracht voerde zijn productie op van 170.848 pond in 1776 naar 367.535 pond in 1779. Snouck Hurgronje & Louijsse uit Vlissingen verscheepten in 1777 in het schip de Hoop 3.000 vaten buskruit en 750 vuurwapens naar St. Eustatius, en op 7 juni 1784, direct na afloop van de Vierde Engelse Oorlog, kochten ze nog eens 34.236 pond oud buskruit op van de Admiraliteit.

Scheepsmodel van het slavenschip De Witte Oliphant, circa 1755, [https://id.rijksmuseum.nl/200316100 Rijksmuseum, Amsterdam, objectnr. NG-MC-1210

## Slavenhandel
Het kantoor van Snouck Hurgronje & Louijsse hield zich naast slavenhandel met allerlei aanverwante activiteiten bezig. In 1766 reedden zij hun eerste slavenschip uit. Beiden bouwden een vloot op van enkele schepen en richtten zich in het daaropvolgende decennium op de slavenhandel met Loango-Angola. Daarnaast kochten ze textiel in voor de slavenreizen, maar zij leverden dit ook aan andere Walcherse kantoren.
Door het handelshuis Snouck Hurgronje & Louijsse werden in totaal 32 geregistreerde slavenreizen ondernomen. Daarbij werden tijdens 30 reizen 8.426 gevangen mensen over de oceaan vervoerd, hetgeen het vermoedelijke totaal op 11.235 brengt voor dit handelshuis. Nadat Snouck Hurgronje was overleden zette Abraham Louijsse deze activiteiten samen met Jan Swart voort onder de naam van Johannes Louijsse & Zoon.
Slavenreizen uitgerust door Snouck Hurgronje & Louijsse, 1767-1788
| Nr. | Jaar | ID reis | Schip                   | Kapitein                              | Vertrek    | Aankoop                                               | Bestemming     | Mensen verkocht |
| 1   | 1767 | 10839   | Maria                   | Jansen, Jan                           | Vlissingen | Malembo                                               | Suriname       | 269             |
| 2   | 1769 | 10840   | Maria                   | Jansen, Jan                           | Vlissingen | Congo                                                 | Suriname       | 210             |
| 3   | 1770 | 10428   | Anna en Catharina       | Heere, C.M. de                        | Vlissingen | Afrika                                                | Suriname       | 276             |
| 4   | 1770 | 10671   | Herstelder              | Stap, Pieter                          | Vlissingen | Congo                                                 | Essequebo      | onbekend        |
| 5   | 1771 | 10841   | Maria                   | Jansen, Jan                           | Vlissingen | Congo                                                 | Suriname       | 250             |
| 6   | 1771 | 11101   | Vlissingse Hoofdnegotie | Dankers, Joost                        | Vlissingen | ‘Windwaartse kust’, Ivoorkust, Goudkust, Benin        | Essequebo      | 280             |
| 7   | 1772 | 10429   | Anna en Catharina       | Stuurling, Laurens                    | Vlissingen | Malembo                                               | Amerika        | onbekend        |
| 8   | 1772 | 10672   | Herstelder              | Stap, Pieter                          | Vlissingen | Elmina                                                | Suriname       | 300             |
| 9   | 1772 | 10842   | Maria                   | Jansen, Jan                           | Vlissingen | Cabinda                                               | Suriname       | 260             |
| 10  | 1773 | 10430   | Anna en Catharina       | Stuurling, Laurens                    | Vlissingen | Malembo                                               | Caribische Zee | onbekend        |
| 11  | 1773 | 10795   | Lammerenburg            | Noels, Andries                        | Vlissingen | Ivoorkust, Goudkust, Benin                            | Suriname       | 210             |
| 12  | 1774 | 10843   | Maria                   | Pieters, Carel                        | Vlissingen | Congo                                                 | Curaçao        | 260             |
| 13  | 1774 | 10995   | Sara Suzanna Maria      | Dankers, Joost                        | Vlissingen | ‘Windwaartse kust’, Ivoorkust, Goudkust, Benin        | Curaçao        | 300             |
| 14  | 1775 | 10844   | Maria                   | Pieters, Carel                        | Vlissingen | Congo                                                 | St. Eustatius  | 280             |
| 15  | 1775 | 10431   | Anna en Catharina       | Stuurling, Laurens                    | Vlissingen | Congo                                                 | Demerara       | 230             |
| 16  | 1775 | 10796   | Lammerenburg            | Noels, Andries                        | Vlissingen | ‘Windwaartse kust’, Bocht van Biafra, Golf van Guinea | Amerika        | 150             |
| 17  | 1777 | 10996   | Sara Suzanna Maria      | Dankers, Joost                        | Vlissingen | Windwaartse kust, Ivoorkust, Goudkust, Benin          | Suriname       | 300             |
| 18  | 1778 | 10845   | Maria                   | Pieters, Carel                        | Vlissingen | Windwaartse kust, Ivoorkust, Goudkust, Benin          | Essequebo      | 200             |
| 19  | 1779 | 10682   | Hoop                    | Magnus, Carel en Dankers, Joost       | Vlissingen | ‘Windwaartse kust’                                    | Essequebo      | 200             |
| 20  | 1779 | 11068   | Verwachting             | Noels, Andries                        | Vlissingen | ‘Windwaartse kust’, Ivoorkust, Goudkust, Benin        | St. Eustatius  | 300             |
| 21  | 1780 | 10901   | Jonge Nicolaas Jan      | Reichtert, Frans, Breedau, Carel      | Vlissingen | Cape Coast Castle                                     | Essequebo      | onbekend        |
| 22  | 1780 | 10997   | Sara Suzanna Maria      | Dankers, Joost                        | Vlissingen | ‘Windwaartse kust’, Ivoorkust, Goudkust, Benin        | Suriname       | 348             |
| 23  | 1780 | 11142   | Westcapelle             | Moelaart, Gijsbrecht                  | Vlissingen | Congo                                                 | St. Eustatius  | 443             |
| 24  | 1781 | 10536   | Eendracht               | Udemans, Pieter Gideon                | Vlissingen | ‘Windwaartse kust’, Ivoorkust, Goudkust, Benin        | onbekend       | onbekend        |
| 25  | 1782 | 11110   | Vrijheid                | Pieters, Carel                        | Vlissingen | Afrika                                                | Demerara       | onbekend        |
| 26  | 1784 | 10902   | Jonge Nicolaas Jan      | Magnus, Carel                         | Vlissingen | Elmina                                                | Demerara       | 180             |
| 27  | 1785 | 10683   | Hoop                    | Udemans, Pieter Gideon                | Vlissingen | Elmina                                                | Suriname       | 300             |
| 28  | 1785 | 11181   | Zeefortuin              | Baas, Isaac den, Muijen, Cornelis van | Vlissingen | Elmina                                                | Demerara       | 215             |
| 29  | 1785 | 11070   | Verwachting             | Noels, Andries                        | Vlissingen | Elmina                                                | Demerara       | onbekend        |
| 30  | 1787 | 10613   | Goede Hoop              | Muijen, Cornelis van                  | Zeeland    | Afrika                                                | Demerara       | 427             |
| 31  | 1787 | 11077   | Vigilantie              | Dankers, Joost                        | Vlissingen | Congo                                                 | Amerika        | 300             |
| 32  | 1788 | 11185   | Zeenimph                | Pieters, Carel                        | Vlissingen | Afrika                                                | Demerary       | 350             |

Slavenreizen uitgerust na de dood van Snouck Hurgronje (1788) samen met Jan Swart onder naam van Johannes Louijsse & Zoon, 1789-1793
| Nr. | Jaar | ID reis | Schip          | Kapitein             | Vertrek    | Aankoop                                        | Bestemming               | Mensen verkocht |
| 33  | 1789 | 11701   | Verwachting    | Moelaart, Gijsbrecht | Vlissingen | Elmina                                         | Demerary                 | 301             |
| 34  | 1790 | 10614   | Goede Hoop     | Muijen, Cornelis van | Rotterdam  | Elmina                                         | onbekend                 | onbekend        |
| 35  | 1791 | 11078   | Vigilantie     | Sellow, C. van       | Vlissingen | ‘Windwaartse kust’, Ivoorkust, Goudkust, Benin | Amerika                  | onbekend        |
| 36  | 1791 | 11072   | Verwachting    | Moelaart, Gijsbrecht | Vlissingen | Congo                                          | Amerika                  | 300             |
| 37  | 1791 | 10611   | Goed Voornemen | Tol, Casper          | Amsterdam  | Elmina                                         | Suriname                 | 276             |
| 38  | 1791 | 11186   | Zeenimph       | Pieters, Carel       | Vlissingen | Congo                                          | Demerary                 | 379             |
| 39  | 1793 | 11079   | Vigilantie     | Sellow, C. van       | Vlissingen | Elmina                                         | Spaanse Caribisch-gebied | 294             |
| 40  | 1793 | 10612   | Goed Voornemen | Tol, Casper          | Zeeland    | Elmina                                         | Suriname                 | 308             |

## Bedrijfsgebouwen
Abraham Louijsse bezat een gort- en pelmolen die hij in 1771 samen met makelaar, reder en slavenhandelaar Jan van der der Woordt had opgericht. Deze werd in 1775 weer verkocht. Samen met zijn vader exploiteerde hij het handelshuis Johannes Louijsse & Zoon. Een firma die vermoedelijk al voor 1780 in Vlissingen actief was. In 1782 opereerde het kantoor evenwel vanuit een pand aan de Rotterdamsekaai in Middelburg. Tijdens de Vierde Engelse Oorlog (1780-1784) onderhield dit handelshuis smokkelhandel op Engeland met tabak en jenever.
Naast de scheepvaartactiviteiten waren Snouck Hurgronje en Louijsse samen boekhouder van de Vlissingse buskruitmolen Zeefortuin. Het handelshuis was daarnaast actief in de ivoorhandel. Johannes Louijsse werd zelfs als een expert op ivoorgebied gezien. Het kantoor bezat vanaf september 1779 een ‘ivoren kammenmakerij en een ivoordraaierij’, waar het uit Guinea geïmporteerde ivoor werd verwerkt tot diverse voorwerpen. De handel in ivoor door Johannes Louijsse & Zoon bestond overigens al langer en verreweg het meeste ivoor werd niet verwerkt in de fabriek maar meteen verhandeld. Na de dood van Snouck Hurgronje in 1788 werden de slavenhandelsactiviteiten onder de vlag van Johannes Louijsse & Zoon gebracht.
Steven Matthijs en Abraham Louijsse hadden op 17 juni 1766 samen een (pak)huis aan de Nieuwendijk in Vlissingen gekocht voor veertig Pond Vlaams (240 gulden). De verkoper van dit huis was John Rainbard.

### Archivalia
Zeeuws Archief, Middelburg
- Familie Snouck Hurgronje, 1641-1943
- Steven Matthijs (Snouck) Hurgronje (1741-1788) en Anna Catharina Elias (1746-1796), inv.nrs. 63-75.
  - Afdeling II
- Steven Matthijs Snouck Hurgronje (1741-1788), inv.nrs. 225-235.

The National Archives, Kew (VK).
- Zee(uw)post, aldaar: TNA, HCA 30, inv.nrs. 321, 339-340, 352, 6 brieven van en aan Steven Matthijs Snouck Hurgronje en/of Abraham Louijsse, september 1780 - januari 1781 en attestatie Carel Breedau, 28 augustus 1780.